# Yung Gascard
Yung Gascard, né le 4 avril 1981 , est un ancien judoka belge et actuel coach sportif.

## Carrière sportive
Yung Gascard évoluait dans la catégorie des moins de 60 kg (super-légers). Il était affilié à l'Inter Gembloux-Wavre et son ancien entraîneur est Cédric Taymans.
Il a été membre de l'équipe nationale belge pendant plus de 15 ans, ayant participé à plusieurs grands tournois internationaux.

Il a été 9 fois champion de Belgique individuel et 4 fois en équipe au Championnat de Belgique de judo :
| Année | Place                   | Catégorie                      |
| ----- | ----------------------- | ------------------------------ |
| 1995  | 1er                     | Cadets, équivalent u16 -46 kg  |
| 1996  | 1er                     | Cadets -50 kg                  |
| 1997  | 1er                     | Espoirs, équivalent u18 -55 kg |
| 1998  | 1er                     | Espoirs -55 kg                 |
| 1999  | 2e                      | Super Légers -60 kg            |
| 2000  | 1er Juniors 1er Seniors | Super Légers -60 kg            |
| 2001  | 3e                      | Super Légers -60 kg            |
| 2002  | 2e                      | Super Légers -60 kg            |
| 2003  | 3e                      | Super Légers -60 kg            |
| 2004  | 1er                     | Super Légers -60 kg            |
| 2005  | 3e                      | Super Légers -60 kg            |
| 2006  | 2e                      | Super Légers -60 kg            |
| 2007  | 2e                      | Super Légers -60 kg            |
| 2008  | 1er                     | Super Légers -60 kg            |
| 2009  | 1er                     | Super Légers -60 kg            |
| 2010  | 3e                      | Super Légers -60 kg            |

## Carrière d'entraîneur
Après sa carrière de judoka, Yung Gascard a entamé une carrière de coach sportif de haut niveau.
Il a travaillé dans des institutions telles que Aspria et David Lloyd.
Il a également agi en tant qu'entraîneur fédéral adjoint des élites francophones belges.

## Consultant pour la télévision
En 2016, il devient consultant Judo pour la RTBF lors des Jeux olympiques de Rio d’où il commente en direct télévisé la compétition de Judo. Il continue la collaboration et commente en direct à la télévision belge les épreuves de Judo en 2021 pour les Jeux olympiques de Tokyo et en 2024 pour les Jeux olympiques de Paris.

## Formation et Expertise
Yung Gascard est certifié par la National Academy of Sports Medicine (NASM), Maître Praticien en Programmation Neuro-Linguistique (PNL), et conseiller en nutrithérapie humaine.